# LEGO Star Wars Christmas Special
LEGO Star Wars Christmas Special (titolo originale: The Lego Star Wars Holiday Special) è un mediometraggio d'animazione della serie LEGO Star Wars, diretto da Ken Cunningham nel 2020 e pubblicato su Disney+ il 17 novembre 2020.
Si può considerare un sequel/satira di The Star Wars Holiday Special (1978).

## Trama
Nello speciale (ambientato dopo gli eventi di Star Wars: Episodio IX - L'ascesa di Skywalker), Rey inizia a dubitare delle sue capacità di insegnamento Jedi con Finn e si reca in un tempio dove trova una chiave temporale che le permette di viaggiare nel tempo, partecipando ad alcuni eventi narrati nei film di Guerre stellari; compare anche un evento della serie televisiva live-action The Mandalorian. In uno scontro con l'Imperatore Palpatine e Dart Fener perde la chiave, e questi ultimi intendono usarla per cambiare gli avvenimenti passati. Nel frattempo Finn, Rose e Poe si preparano per la festa della Giornata della Vita.